# Anna Danuta Sławińska
Anna Danuta Sławińska z domu Leśniewska (ur. 30 listopada 1923 w Wiesbaden, zm. 25 grudnia 2006 w Warszawie) – sanitariuszka, przewodnik PTTK, uczestniczka powstania warszawskiego, autorka wspomnień wojennych.

## Życiorys

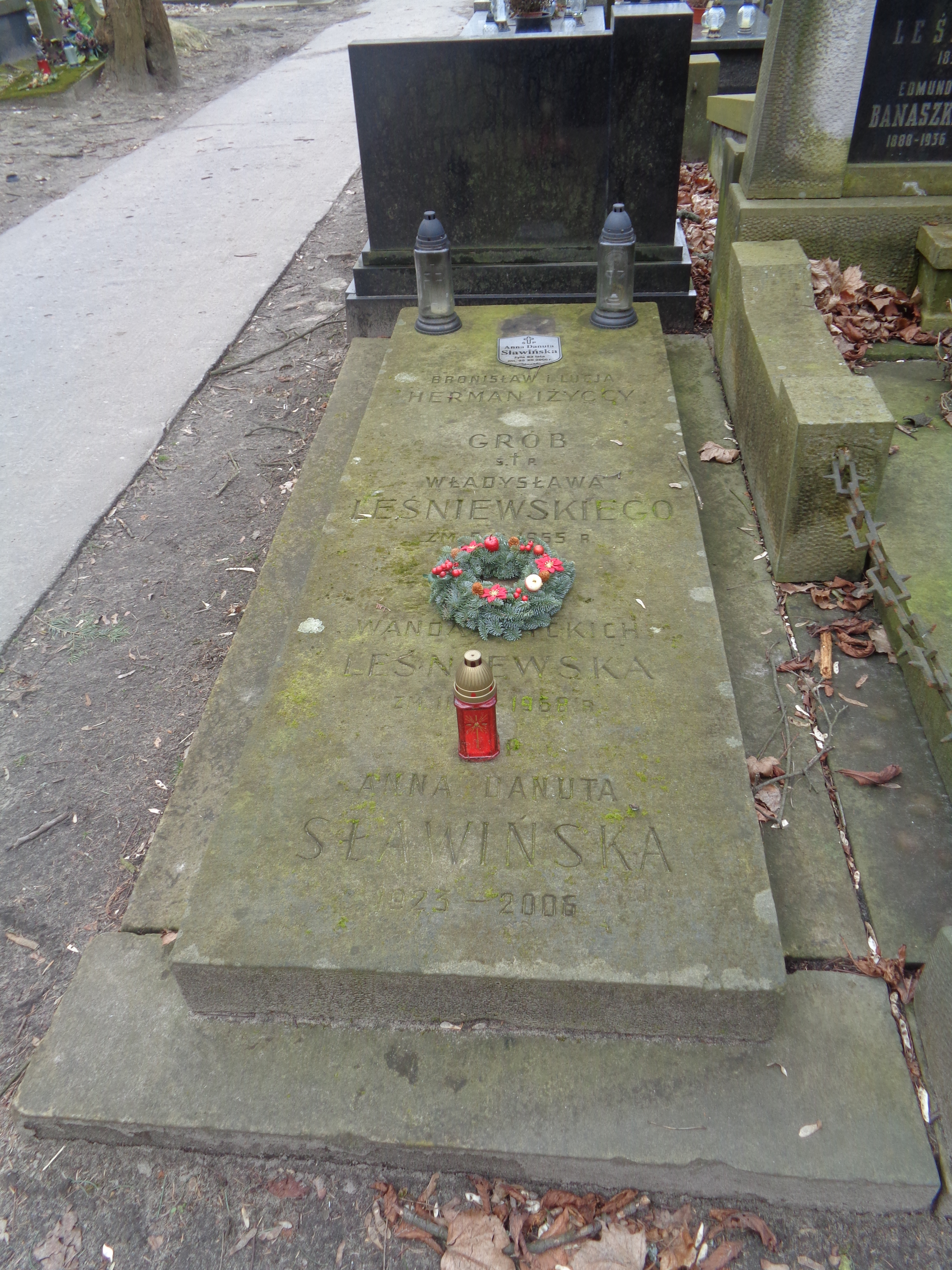
Grób Anny Danuty Sławińskiej na cmentarzu Powązkowskim

Była córką Władysława Leśniewskiego i Wandy z d. Herman-Iżyckiej. Urodziła się w Wiesbaden, gdzie jej rodzice pracowali w polskim biurze rewindykacyjnym. Niedługo po narodzinach córki Leśniewscy powrócili do Polski i zamieszkali w Warszawie. Anna Danuta po ukończeniu szkoły powszechnej pobierała nauki w Gimnazjum Państwowym im. Juliusza Słowackiego. W latach szkolnych należała do harcerstwa.
W czasie oblężenia Warszawy we wrześniu 1939 roku opiekowała się rannymi w Szpitalu Ujazdowskim. Po rozpoczęciu niemieckiej okupacji związała się z ruchem oporu, służąc jako łączniczka  Alojzego Repuchy ps. „Mirosław”. Jednocześnie uczęszczała na tajne komplety; prawdopodobnie w 1942 roku w konspiracyjnych warunkach zdała egzamin maturalny.
W lipcu 1943 roku w Warszawie został aresztowany jej narzeczony Stanisław Jaster. Potencjalne zagrożenie ze strony Gestapo, a także poważne problemy zdrowotne w postaci zakażenia żółtaczką, spowodowały, że przez blisko trzy miesiące była zmuszona się ukrywać – najpierw w domu znajomych, później w sanatorium w Rudce koło Mrozów. Jej ojciec, w tym czasie wysoki rangą urzędnik Delegatury Rządu na Kraj, wykorzystał tę okoliczność, aby odsunąć ją od pracy konspiracyjnej.
1 sierpnia 1944 roku, na wieść o wybuchu powstania warszawskiego, natychmiast opuściła letni dom rodziców w Komorowie i mimo zdecydowanego sprzeciwu matki udała się do stolicy. W drugim dniu walk zdołała dotrzeć do Szpitala Zakaźnego św. Stanisława na Woli, gdzie zatrudniła się w charakterze sanitariuszki. Gdy trzy dni później dzielnica została zdobyta przez Niemców, towarzyszyła dr Joannie Kryńskiej w czasie negocjacji w sztabie SS-Gruppenführera Heinza Reinefartha, które doprowadziły do ocalenia szpitala. Była świadkiem ludobójstwa dokonanego przez Niemców na mieszkańcach Woli. Warszawę opuściła 12 sierpnia wraz z transportem ludności cywilnej. Trafiła do obozu przejściowego w Pruszkowie, z którego zbiegła dwa dni później.
2 września 1944 roku z własnej woli powróciła do pruszkowskiego obozu, aby nieść pomoc przetrzymywanym tam wysiedleńcom z Warszawy. Początkowo pracowała jako sanitariuszka w obozowej służbie sanitarnej, później jako tłumaczka przy niemieckiej komisji lekarskiej. Tę ostatnią funkcję wykorzystywała, aby ocalić jak najwięcej wysiedleńców przed wywiezieniem do obozów koncentracyjnych lub na roboty przymusowe do Niemiec  . Liczba osób, które udało jej się wydostać z Dulagu 121, oceniana jest na około 120 . W obozie pracowała aż do jego wyzwolenia w styczniu 1945 roku. Muzeum Dulag 121 określa ją jako „wyjątkową postać w historii obozu” .
Po zakończeniu wojny rozpoczęła studia w Szkole Głównej Handlowej. Od 1960 roku pracowała jako warszawski przewodnik turystyczny, m.in. oprowadzała zagraniczne wycieczki po Łazienkach Królewskich i odbudowanym Zamku Królewskim.
Zmarła 25 grudnia 2006 roku. Spoczęła na cmentarzu Powązkowskim (kwatera 238-3-30).
26 września 2015 roku, podczas VII Festiwalu Filmowego Niezłomni Niepokorni Wyklęci, uhonorowano ją pośmiertnie nagrodą „Drzwi do Wolności”.

### Życie prywatne
W czasie okupacji zaręczyła się z Stanisławem Jasterem – kolegą z lat szkolnych, uciekinierem z KL Auschwitz, żołnierzem Armii Krajowej pseudonim „Hel”. Narzeczony został jednak aresztowany w lipcu 1943 roku i ślad po nim zaginął. Gdy w 1968 roku został oskarżony przez Aleksandra Kunickiego o współpracę z Gestapo i doprowadzenie do rozbicia oddziału specjalnego „Osa”-„Kosa 30”, Anna Danuta aktywnie zaangażowała się w obronę jego dobrego imienia.
W 1946 roku poślubiła Kazimierza Sławińskiego, przedwojennego oficera lotnictwa, pilota PLL „Lot”, pisarza i publicystę. Para rozwiodła się w 1968 roku. Z ich związku narodziło się dwoje dzieci: syn Marcin (ur. 1951) i córka Bożena (ur. 1954).

## Dorobek literacki
- Kiedy kłamstwo było cnotą. Wspomnienia z pracy w obozie przejściowym w Pruszkowie 2.IX.1944 – 16.I.1945 (wyd. Gondwana; 2006, 2015)
- Przeżyłam to. Wola 1944 (wyd. Gondwana, 2015)